# کانسو د آنتیوکا

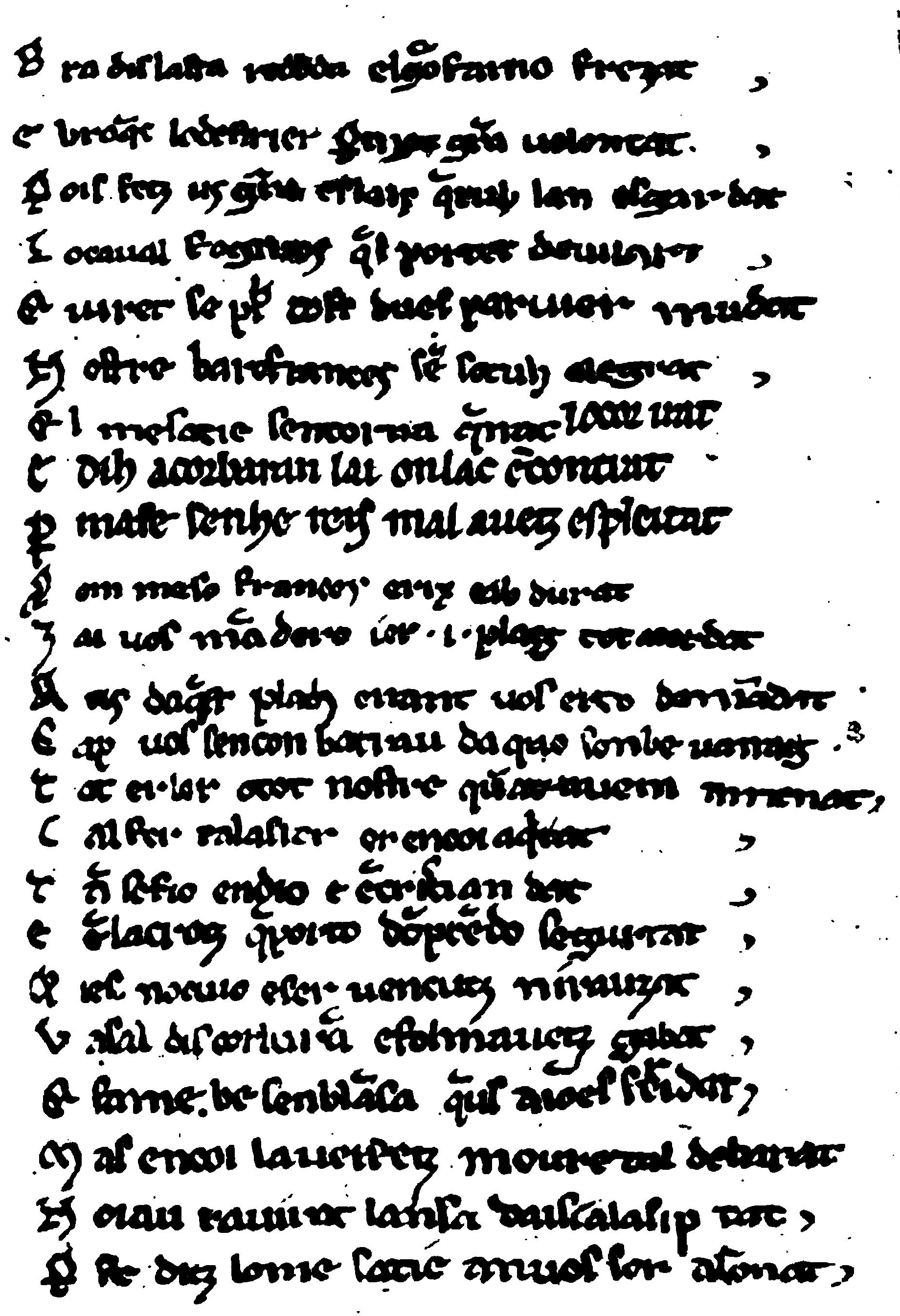
نمایی از دست‌نوشتهٔ کانسو د آنتیوکا در کتابخانهٔ سلطنتی مادرید

کانسو د آنتیوکا (انگلیسی: Canso d'Antioca)، منظومه شعر حماسی به زبان اکسیتان و متعلق به اواخر قرن ۱۲ میلادی و به سبک شانسون د ژست در رابطه با نخستین جنگ صلیبی تا محاصره انطاکیه در سال ۱۰۹۸ است. روایت‌های تاریخی این منظومه که برپایه سخن شاهدان است، سبب شده تا این منظومه به عنوان منبعی برای حاضران اکسیتانی در نخستین جنگ صلیبی و محاصره انطاکیه به‌شمار رود. از این اثر تنها یک نسخه مشتمل بر۷۰۷ الکساندرین در مادرید باقی مانده‌است.